# Christophe Grégoire (calciatore)
Christophe Grégoire (Liegi, 20 aprile 1980) è un allenatore di calcio ed ex calciatore belga, di ruolo centrocampista, tecnico del Lierse Kempenzonen.